# 시민대로
시민대로는 경기도 안양시 만안구 성결대입구사거리에서 동안구 평촌동 벌말오거리까지를 잇는 도로이다.

## 경유지
- 안양시 (호계동.관양동)

## 노선
| 이름             | 접속 노선              | 소재지          | 소재지          | 소재지          | 비고            |
| 경기대로와 직결  | 경기대로와 직결        | 경기대로와 직결 | 경기대로와 직결 | 경기대로와 직결 | 경기대로와 직결 |
| ---------------- | ---------------------- | --------------- | --------------- | --------------- | --------------- |
| 성결대입구사거리 | 안양로 성결대학로      | 안양시          | 만안구          | 안양동          |                 |
| 명학육교삼거리   | 만안로 안양로68번길    | 안양시          | 만안구          | 안양동          |                 |
| 명학육교         |                        | 안양시          | 만안구          | 안양동          |                 |
| 명학대교         |                        | 안양시          | 동안구          | 호계동          |                 |
| 명학대교사거리   | 엘에스로               | 안양시          | 동안구          | 호계동          |                 |
| 범계사거리       | 국도제1호선 (경수대로) | 안양시          | 동안구          | 호계동          |                 |
| 범계역사거리     | 동안로                 | 안양시          | 동안구          | 호계동          |                 |
| 시청사거리       | 평촌대로               | 안양시          | 동안구          | 관양동          |                 |
| 관평사거리       | 관평로                 | 안양시          | 동안구          | 관양동          |                 |
| 평촌역사거리     | 부림로                 | 안양시          | 동안구          | 관양동          |                 |
| 벌말오거리       | 흥안대로 학의로        | 안양시          | 동안구          | 평촌동          |                 |

## 같이 보기
- 경수산업도로
- 흥안대로